# ویلیام یاربرو
ویلیام یاربرو یک بازیکن فوتبال اهل ایالات متحده آمریکا است که در دسته برتر فوتبال مکزیک در تیم لئون بازی میکند.